# Jardin d'eau

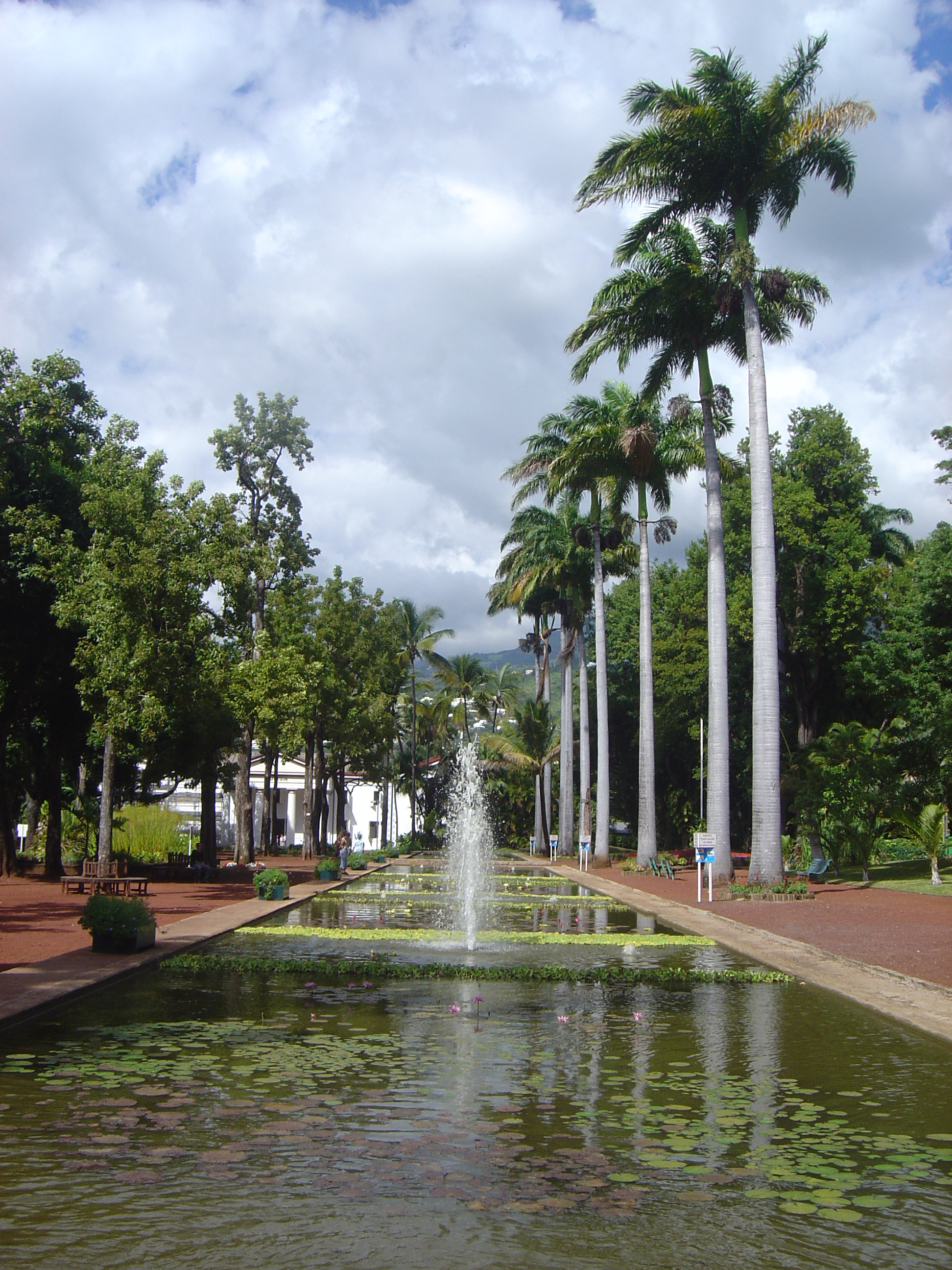
Jardin de l'État à Saint-Denis de La Réunion.

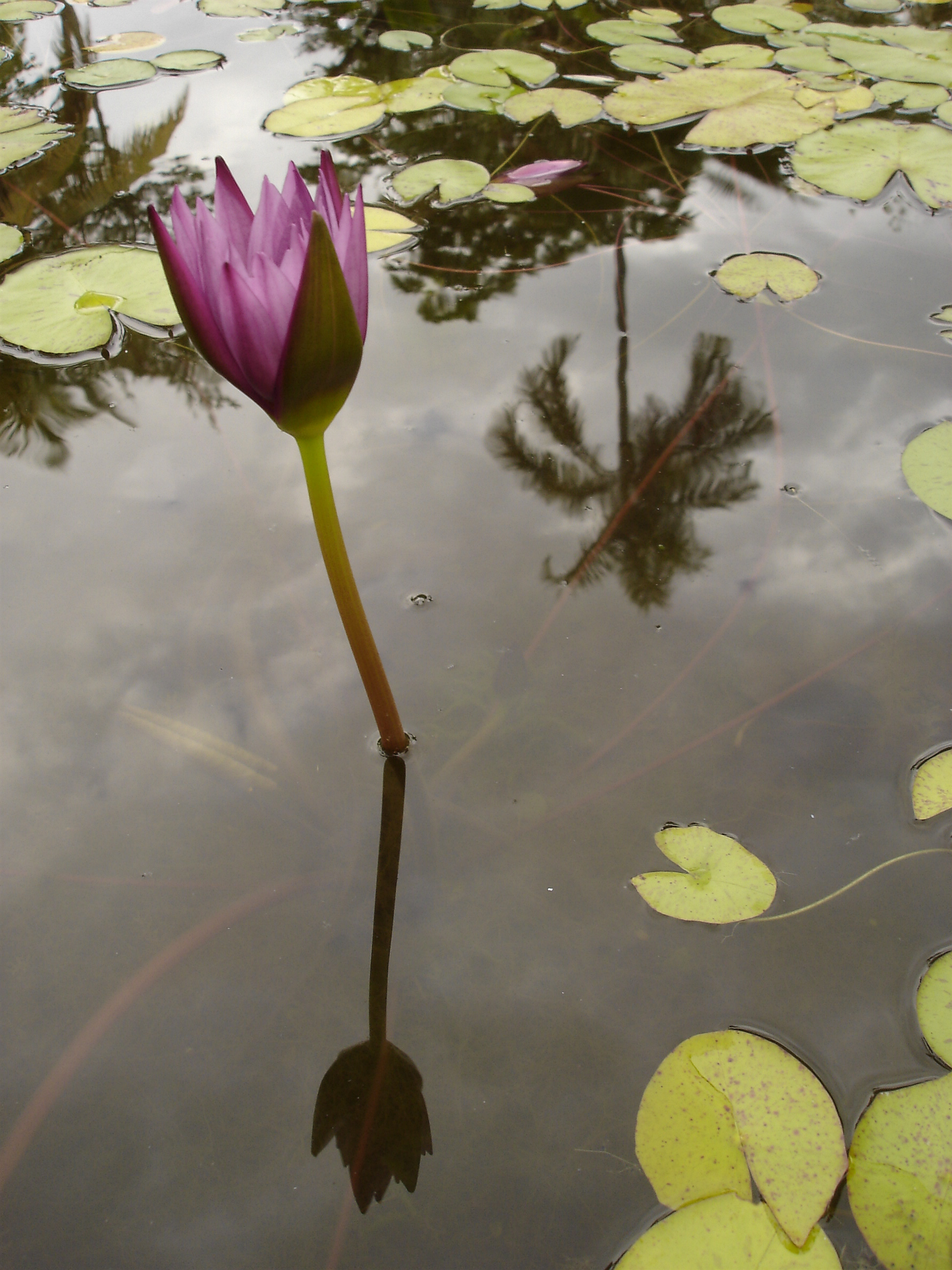
Nénuphar.

Un jardin d'eau ou jardin aquatique est un jardin principalement construit autour d'un système de bassins ou en fond de noue, dans lequel des plantes aquatiques ou palustres poussent dans l'eau et alentour. Ces jardins peuvent avoir une vocation secondaire ou principale d'épuration de l'eau. 

## Historique
Du bassin des jardins égyptiens aux grandes eaux de Versailles, des quatre fleuves du jardin d'Eden au Taj Mahal, les jardins ont fréquemment été des jardins d'eau en tout ou en partie.

## Variante
Une variante particulière est le « jardin de pluie » qui est constitué, parfois dans une noue à la sortie d'une gouttière, d'une terrasse (éventuellement d'une terrasse végétalisée) ou d'un système de récupération d'eau pluviale. Ce micro-jardin présente la caractéristique de recevoir des afflux irréguliers d'eau. Il est généralement conçu de manière à épurer les eaux avant de les infiltrer sur place. C'est un des dispositifs recommandés dans les jardins d'écoquartiers, qui peut inclure une petite zone plus étanche de marais filtrant ou de lagunage naturel.

## Actuellement
Du petit bassin à oiseaux  à l'étang naturel, de l'eau miroir à l'eau cascadant, du plus petit au plus grand, tout est possible.

## Liste non exhaustive
- Jardin d'eau de pré curieux, à Évian en France.
- Le jardin d'eau de Nancy, dessiné par Alexandre Chemetoff
- Le jardin aquatique[1] et la piscine naturelle de Nestier
- Le jardin d'eau de Carsac-Aillac[2]
- Titus le jardin des Nymphaeas dans le Parc national des Cévennes